# Дзіндзьо Михайло
Михайло Дзіндзьо (19 липня 1925, с. Красна Короснянського повіту, тепер Польща — 8 серпня 1993, м. Борислав Львівської області) — український журналіст, народний поет, збирач лемківського фольклору.

## Біографічні дані
Народився в с. Красна Кроснянського повіту у селянській сім’ї. Батько Михайла,Василь, був сільським війтом.
1931 року померла мати Михайла, після чого батько одружився вдруге.
1938 р. успішно закінчив шестирічну початкову сільську школу. Далі навчатися йому не було змоги через матеріальні труднощі.
Після виселення 1945 р. в Україну деякий час жив у Борщеві на Тернопільщині. Згодом у 1948 р. переїхав до Борислава на Львівщині.
1951 року Михайло вступив учитися до вечірньої школи робітничої молоді,  а у 1957 р. закінчив середню школу. 1962 р. закінчив Дрогобицький нафтовий технікум. Одержав диплом техніка-механіка нафтового і газового обладнання. 
Був одружений, 1958 року народився його син Ярослав. Ярослав закінчив факультет журналістики Львівського університету імені Івана Франка, зараз є відомий у м.Борислав громадський діяч, неодноразово обирався депутатом Бориславської міської ради

## Творчість
Ще на Лемківщині почав писати вірші та записувати фольклор. Цю роботу продовжив і розвинув у лемківському середовищі Борислава. Лише від Анни Драган записав кілька десятків народних лемківських (зокрема, весільних) пісень. На основі зібраних матеріалів опрацював «В Розділю на весіллю» («Наше слово», 1970—1971), «Лемківські хрестини» (1971), «Лемківські вечірки» (1974—1975).
Починаючи з 1964 року, тижневик «Наше слово» регулярно друкував статті, оповідання, нариси та вірші Михайла Дзіндзя на різноманітні теми, а також ряд гуморесок. Серед оповідань – «Навчаєся», «Не трафив», «Егомосць так казали», «Кумів могорич», «Як Гарась коня поміняв», «Прийшла коза до воза», оповідань часів Другої світової війни: «Як у Красній німців роззброїли», «Невинні жертви війни». Поряд із тим вміщено багато публікацій інформативного характеру, лемківських пісень.
Фрагмент «Лемківське весілля» друкувався у журналі «Жовтень» (1975, № 12). Окремі оповідання опублікувала газета «Нафтовик Борислава».
Написав сценарій «Лемківських вечірок», які на сцені «Ватри-93» у Ждині (Польща) поставила самодіяльна хорова група «Джерела Лемківщини» із села Маринопіль (Івано-Франківська область).
Помер Михайло Дзіндзьо 8 серпня 1993 року на 68-му році життя. Дружина Марія пережила його на 20 років і померла 26 лютого 2013 року. Похована біля свого чоловіка.